# Andragoški zavod Maribor - Ljudska univerza
Andragoški zavod Maribor - Ljudska univerza je ljudska univerza s sedežem na Maistrovi ulici 5 (Maribor).
Zavod nadaljuje tradicijo Ljudske univerze v Mariboru, ustanovljene leta 1922 (18. januarja). Danes nudi ponudbo programov za pridobitev izobrazbe, in sicer od programa Osnovne šole za odrasle do možnosti pridobitve sedmih različnih poklicev (gastronom hotelir, prodajalec, računalnikar na ravni srednje poklicne izobrazbe – IV. stopnje; ekonomski tehnik, logistični tehnik, gastronomija in turizem in vzgojitelj predšolskih otrok na ravni srednje strokovne izobrazbe – V. stopnje). 
Andragoški zavod je od leta 2008 dalje nosilec dejavnosti Centra vseživljenjskega učenja za območje Zgornje podravske regije. Le-ta nudi odraslim izobraževalno svetovanje po modelu svetovalnih središč ter možnost učenja s pomočjo mentorja. 
Zavod je študijsko središče treh visokošolskih zavodov, in sicer Fakultete za upravo, Visoke šole za upravljanje in poslovanje ter Fakultete za organizacijske vede. Je tudi pooblaščena organizacija za zunanje preverjanje znanja tujih jezikov za odrasle s strani Državnega izpitnega centra.
V koledarskem letu 2009 so opravili 28.290 izobraževalnih ur, izobraževanja se je udeležilo 4.543 oseb.